# Shinola (betún)
Shinola es una marca estadounidense desaparecida de betún para calzado. La Shinola Company, fundada en Rochester (Nueva York) en 1877, como la American Chemical Manufacturing and Mining Company, produjo el pulimento bajo una serie de diferentes propietarios hasta 1960.
"Shinola" era una marca comercial registrada de pulimento para botas. El sufijo -ola es un componente bastante común de los nombres comerciales en Estados Unidos. Fue popular durante la primera mitad del siglo XX y entró en el léxico estadounidense a través de la frase "You don't know shit from Shinola", que significa ser ignorante sobre alguna cuestión concreta. La marca fue adquirida por la empresa minorista Shinola en 2011.

## Historia

Set para el hogar Shinola, lustrador de zapatos (Palacio Museo Hallwyl)

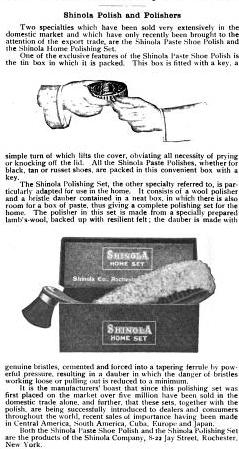
Una reseña del betún para zapatos Shinola de julio de 1912 en "Commercial America", una revista especializada de la época

George Melancthon Wetmore (31 de agosto de 1858 - 10 de junio de 1923) nació en Gates (Nueva York) y, tras cursar estudios en la academia militar, se graduó en el Rochester Business Institute. A los 18 años, empezó a trabajar para la American Chemical Manufacturing and Mining Company, fundada en Rochester (Nueva York) (cerca del distrito histórico de Brown's Race) en 1877. La empresa se centraba principalmente en la limpieza de alfombras, pero vendía varios productos especializados, como betún para botas y zapatos. Wetmore descubrió que el betún era de baja calidad, no se adhería bien, y el 95 % estaba teñido de negro con negro de carbón. Diseñó un sustituto, al que inicialmente llamó SHINOL'A. En 1886, Wetmore fue ascendido a vicepresidente de la empresa y, unos años más tarde, a presidente. Para 1909, la firma se había trasladado a unas instalaciones más grandes para gestionar el aumento de pedidos.
El pulimento Shinola era conocido por su distintiva lata verde oscuro con letras rojas y doradas. La lata incluía una llave patentada para abrir la tapa con facilidad. Shinola se producía en varios colores: negro, blanco, "sangre de buey", rojo, tostado y marrón. También se vendían varios accesorios de limpiabotas de la marca Shinola, como los calzadores y el Shinola Home Set, que incluía una pulidora, un aplicador de cerdas y el propio pulimento.
Conocida en 1917 simplemente como The Shinola Company, la firma experimentó un gran éxito al expandirse globalmente, con ventas especialmente buenas en Europa durante el auge de la Primera Guerra Mundial, ya que muchos jóvenes se alistaban en el ejército y se esperaba que estuvieran bien vestidos durante el entrenamiento. La compañía utilizó una serie de eslóganes para promocionar el producto. Por ejemplo, "Hace que los zapatos viejos parezcan nuevos. Evita que los zapatos nuevos parezcan viejos". Se convirtió en el mayor fabricante del producto en el mundo alrededor de 1917, siendo transportado a la guerra por los doughboys (los soldados de infantería estadounidenses que participaron en la Primera Guerra Mundial). Tras la muerte de Wetmore en 1923, la compañía fue vendida y pasó a formar parte de "2 in 1-Shinola-Bixby Corp.", iniciando una serie de adquisiciones relacionadas con la marca. En la década de 1940, el betún se convirtió en un producto de la compañía Hellmann's y pasó a llamarse Shinola (eliminando el apóstrofe). La Corn Products Company de Englewood Cliffs (Nueva Jersey) se fusionó posteriormente con Best Foods y vendió latas del producto como "Nueva Cera Shinola", con una fórmula revisada, además de su presentación líquida. En un anuncio de 1945 publicado en la revista "Popular Mechanics", Shinola se promocionaba como una cera que también podía usarse para pulir arañazos en muebles, linóleo y como acabado para maquetas de juguetes (por ejemplo, aviones). En la década de 1950, RIT Products, una división de Best Foods, lo vendía como "Jabón para Cuero y Sillas de Montar Shinola". En 1960, la empresa cerró y la marca dejó de producirse.
En 2011, el inversor de capital riesgo Tom Kartsotis adquirió los derechos de la marca y creó Shinola, una compañía de venta al por menor que pasó a reutilizar el nombre de la desaparecida marca de betún. La empresa se fundó en 2012 y produce relojes y artículos de cuero.

## Impacto cultural
Shinola fue inmortalizada en la lengua coloquial inglesa con la frase "You don't know shit from Shinola", que durante la Segunda Guerra Mundial se popularizó y se convirtió en una frase popular entre los soldados estadounidenses. Algunos incluso han teorizado que esta expresión popular perjudicó a largo plazo la identidad de la marca. Sin embargo, la empresa intentó encontrar otras frases promocionales evocadoras, como "Se te ven los zapatos", que utilizaban en sus anuncios.
- En la comedia cinematográfica de 1979 "The Jerk", el personaje Navin R. Johnson (interpretado por Steve Martin) es examinado por "Papá" (Richard Ward) para ver si conoce la diferencia entre "shit" (literalmente, "mierda") y Shinola antes de irse de casa.[14][15][16]
- La frase se usó con un efecto similar en "Cleopatra Jones".[15]
- En la película de 1992 "Instinto básico", Gus le dice al Dr. Lamott: "La mayoría de las veces no distingo nada de Shinola, doctor. ¿Qué fue todo eso que acabas de decir?".[17][18]
- Dolly Parton escribió la canción "Shinola", que también usa una letra que juega con la frase coloquial, para su álbum "Backwoods Barbie" de 2008.[19]
- Ween lanzó en 2005 un álbum recopilatorio de caras B y temas inéditos, titulado Shinola, Vol. 1, en Chocodog Records, que juega con la frase coloquial.[20][21]
- La frase ha sido utilizada por varios músicos y artistas. Shinola es el nombre de un álbum de la banda irlandesa de principios de los años 1990, Energy Orchard. Shinola también es el título de un álbum en vivo grabado en 1981 por el músico de jazz John Scofield;[22] Shinola, es el nombre de una banda de indie rock de Chapel Hill, Carolina del Norte, que existió entre 1994 y 1997;[23] y Shynola da nombre a un grupo de artistas visuales del Reino Unido que realizó una serie de exposiciones tituladas "Shinola".[24]
- El comediante George Carlin usó la frase en su famoso monólogo "Siete palabras que nunca puedes decir en televisión", una versión diferente de la que quedó inmortalizada en la "FCC v. Pacifica Foundation", una decisión constitucional sobre la Primera Enmienda a la Constitución de los Estados Unidos por parte de la Corte Suprema de los Estados Unidos.[25]
- El rapero MF DOOM hizo referencia a la frase en la letra de "Figaro" del álbum colaborativo de 2004 Madvillainy.[26]
- En el programa de televisión Las chicas de oro, Temporada 7, Episodio 2: Rose dice: "¿Sabes? En Minnesota, me conocían como el Sherlock Holmes de San Olaf". Dorothy: "¿Descubriste quién era Shinola, Rose?" Rose: "Por las malas".[13]
- En The Pope of Greenwich Village, se dice: "Paulie, la verdad es que este caballo no sabe nada de Shinola. Ninguno de ellos lo sabe".[2][27]
- En Raising Arizona (1987) apareció como "¡Ay, no sabe ni una palabrota de Shinola!".[2]
- En la cuarta parte de la novela de Thomas Pynchon, "El arco iris de gravedad", el personaje "Cerdo" Bodine ofrece una larga explicación de la frase "no saber nada de Shinola" a un personaje alemán llamado Säure Bummer.[28]